# 오타와라 마사키요
오타와라 마사키요(일본어: 大田原政清, 1612년 ~ 1661년)는 시모쓰케 오타와라번 제2대 번주이다.
번조(藩祖) 오타와라 하루키요의 장남이며 1631년 가독을 계승받아 이후 간간이 막부 관직을 역임하기도 했다.
| 전임 오타와라 하루키요 | 제2대 오타와라번 번주 (오타와라씨) 1631년 ~ 1661년 | 후임 오타와라 다카키요 |